# John Lumsden (Fußballspieler)
John David Lumsden (* 15. Dezember 1960 in Edinburgh; † 22. April 2016) war ein schottischer Fußballspieler.

## Sportlicher Werdegang
John Lumsden begann seine Karriere beim schottischen Klub FC East Fife, mit dem er im unterklassigen Ligabereich antrat. Dort bereits im jugendlichen Alter regelmäßig eingesetzt, wechselte er 1979 zu Stoke City in die englische First Division. Dort absolvierte er bis zum Sommer 1982 sechs Ligaspiele, anschließend ging er in den Non-League Football zu Leytonstone & Ilford in die Isthmian League. 
2015 wurde bekannt, dass Lumsden an einem Hirntumor leide. Im April 2016 starb er im Alter von 55 Jahren nach langer Krankheit.